# Belfort
Belfort (IPA: bɛl.fɔʁ, in tedesco desueto: Beffert/Beffort) è una città della Francia nord-orientale, nella regione Borgogna-Franca Contea tra Lione e Strasburgo. È il maggior centro e capoluogo del Territorio di Belfort, uno dei dipartimenti della regione. Dista 400 km da Parigi, 141 da Strasburgo, 290 da Lione e 150 da Zurigo. I residenti sono chiamati ‘'Belfortains'’.
Belfort è situata sulla Savoureuse, nel mezzo di un'importante e strategica via di comunicazione tra Reno e Rodano, il cosiddetto Varco di Belfort (Trouée de Belfort) o Porta Burgunda (Porte de Bourgogne).
La città di Belfort ha 50 196 abitanti Insieme alle periferie e alle cittadine satellite, Belfort formava l'agglomerato più vasto (area metropolitana) della ex regione Franca Contea con una popolazione di 308 601 abitanti..

## Geografia fisica
Belfort, situata sul fiume Savoureuse, si trova nel cuore della Porta di Belfort (pianura fra i Vosgi a nord ed il Giura a sud, chiamata anche Porta di Borgogna).

## Monumenti e luoghi d'interesse
- Cattedrale di Belfort
- Leone di Belfort

## Società

### Evoluzione demografica
Abitanti censiti

## Infrastrutture e trasporti

### Ferrovie
La stazione ferroviaria principale della città è la Stazione di Belfort.

### Aeroporti
- Aeroporto di Belfort Chaux - distanza 7 km da Belfort

## Economia
- Costruzioni elettromeccaniche
- Locomotive (Alstom - TGV)
- Turbine a gas
- Elettronica

## Amministrazione
Il comune di Belfort e la comunità di agglomerazione sono parte dell'area urbana di Belfort-Montbéliard-Héricourt-Delle.
La città è divisa in tre cantoni, denominati Cantone di Belfort-1, Cantone di Belfort-2 e Cantone di Belfort-3. Prima della riforma del 2014, era invece divisa in cinque cantoni: Belfort-Centre, Belfort-Est, Belfort-Nord, Belfort-Ovest e Belfort-Sud.

### Gemellaggi
- Zaporižžja
- Leonberg nel Baden-Württemberg
- Bad Lobenstein nella Turingia
- Skikda

## Galleria d'immagini

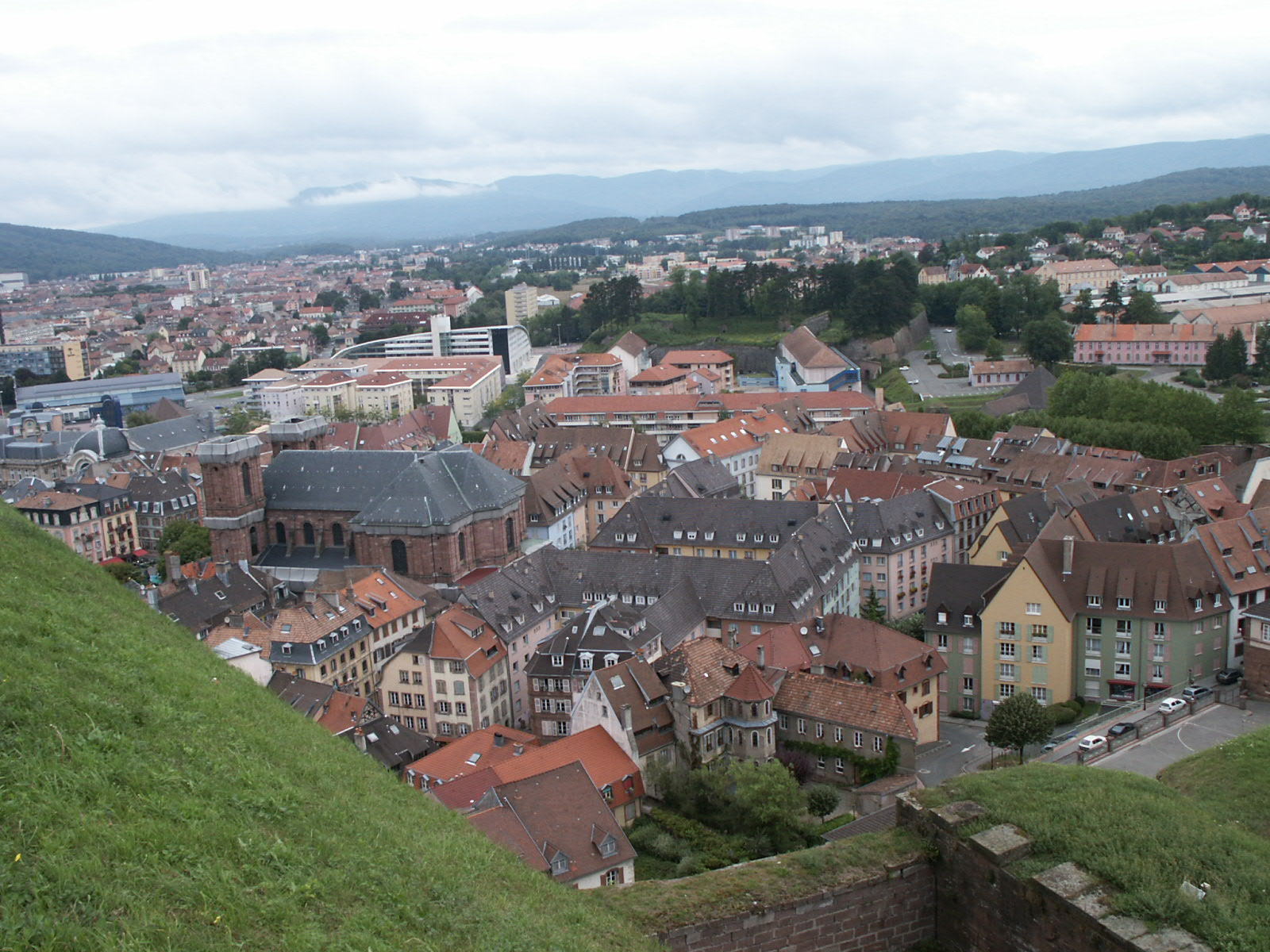
Panorama nord della città
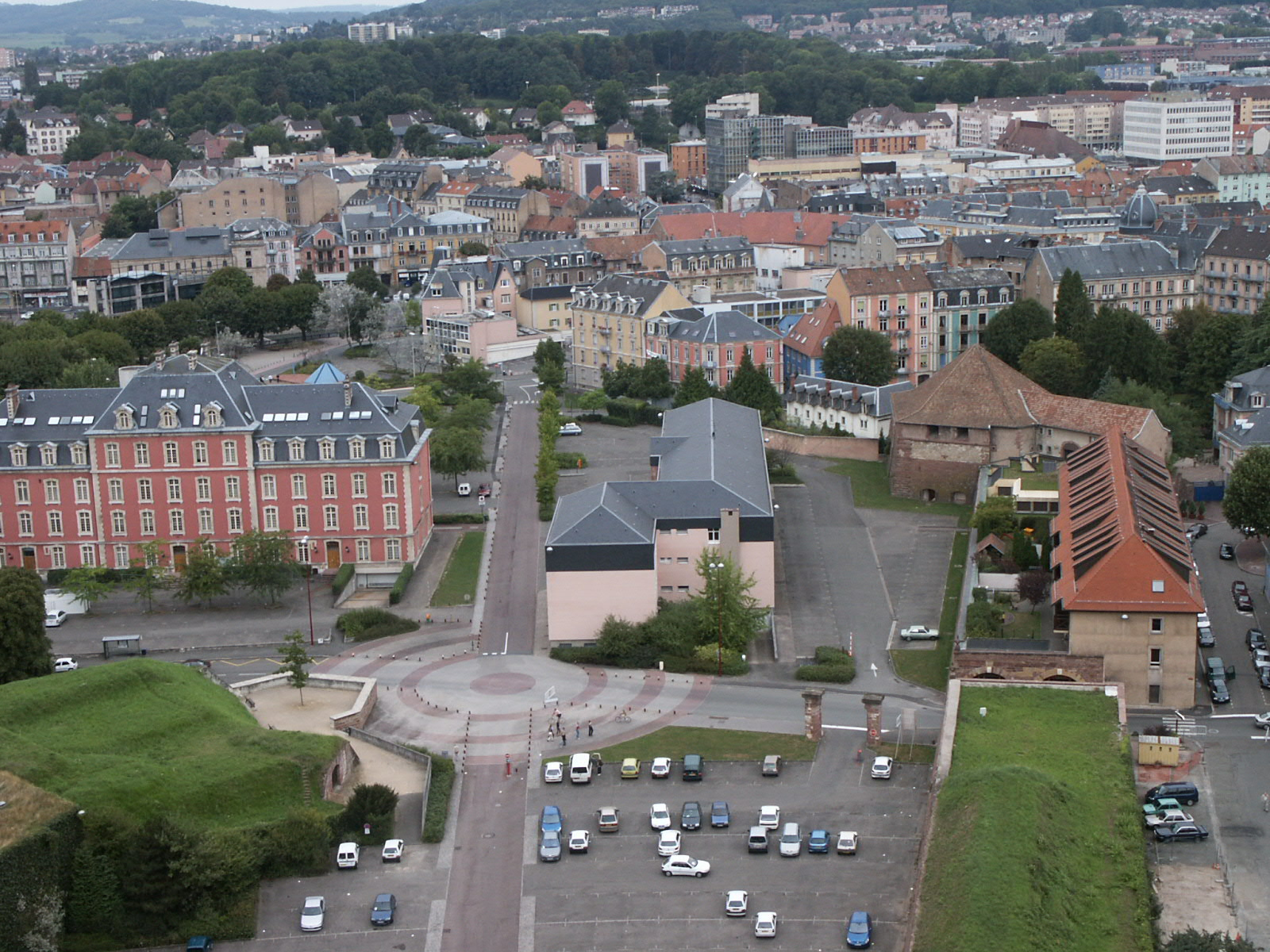
Panorama ovest della città
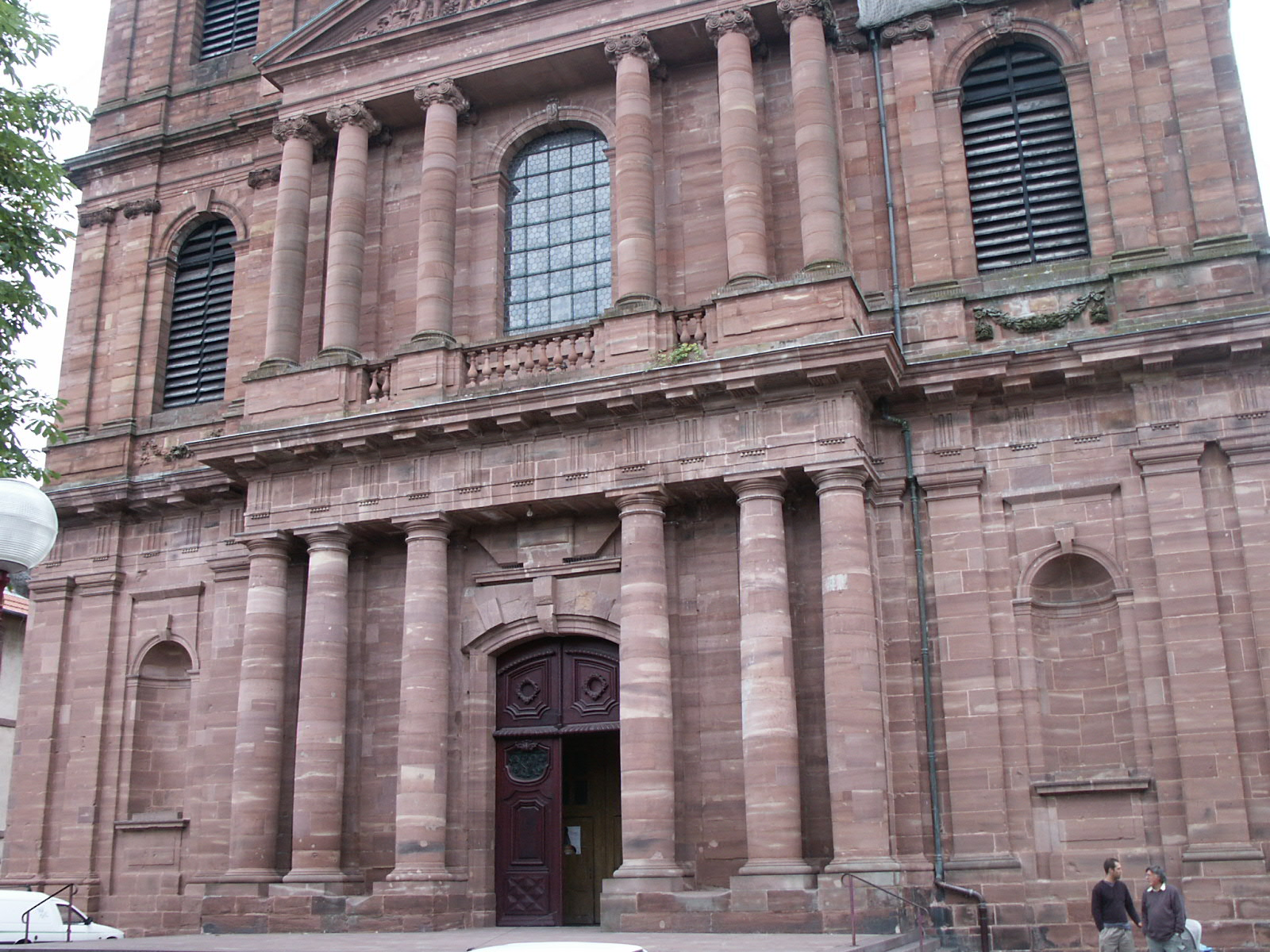
Cattedrale di San Cristoforo
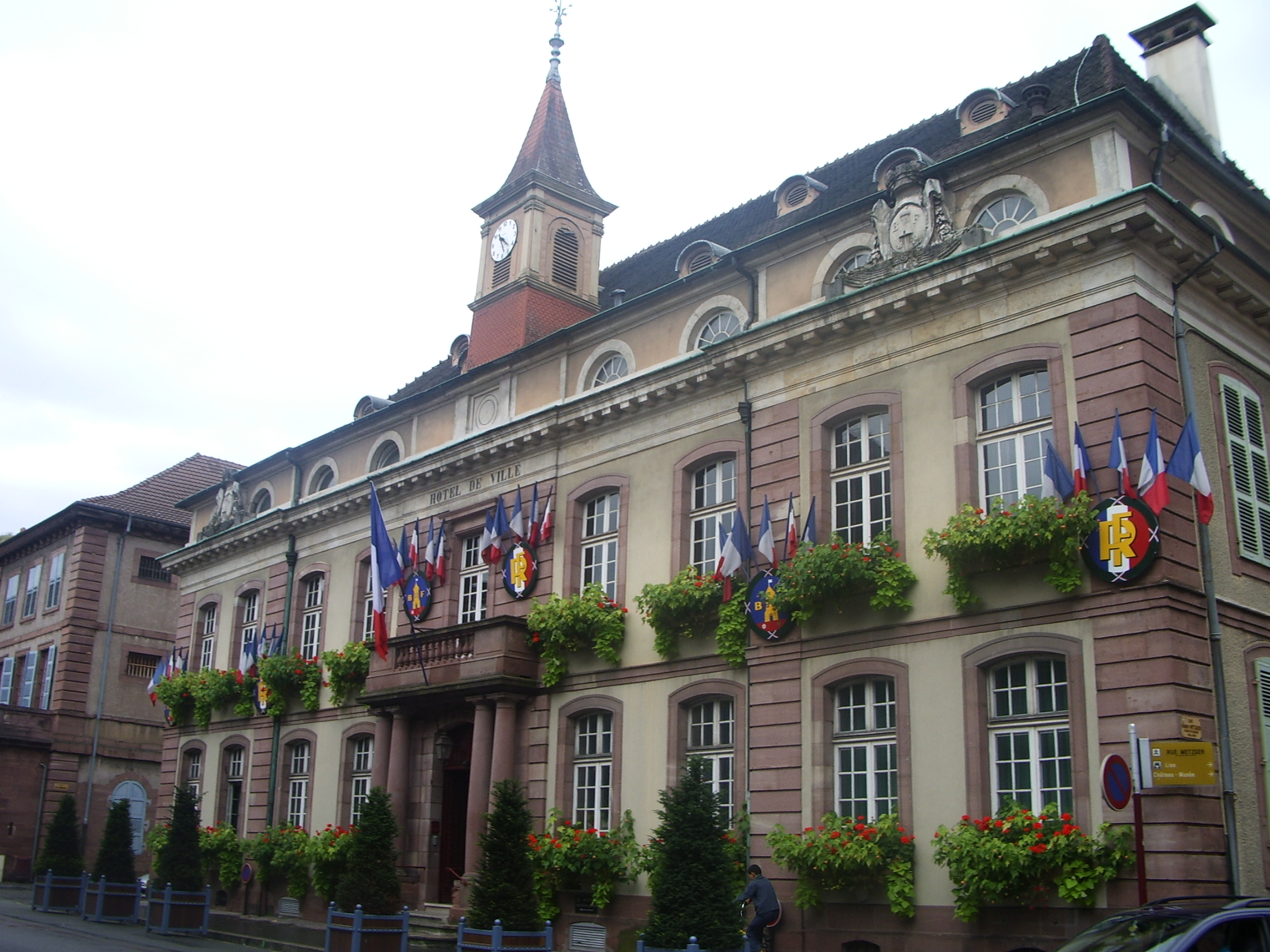
Municipio
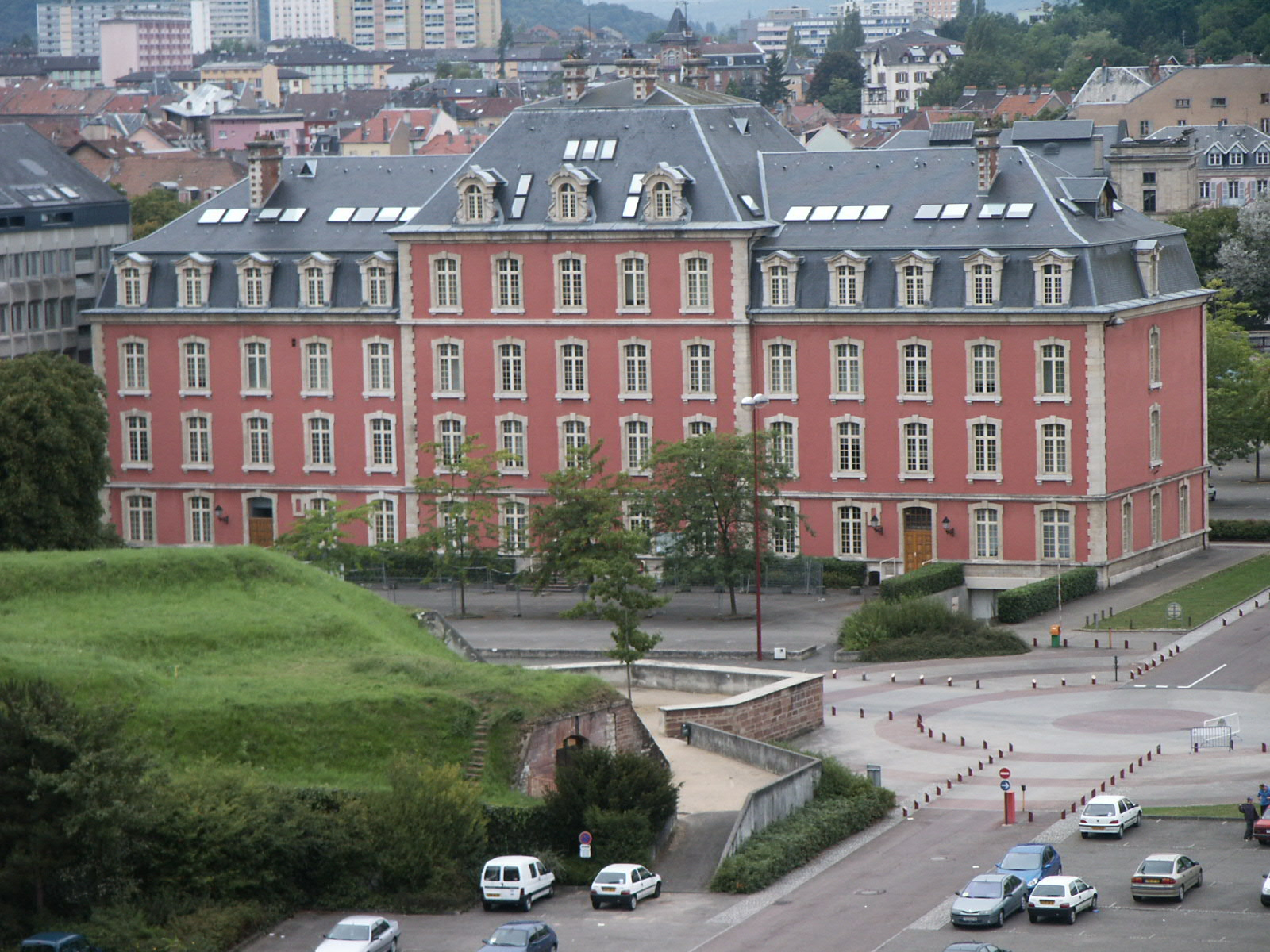
Sede del Dipartimento
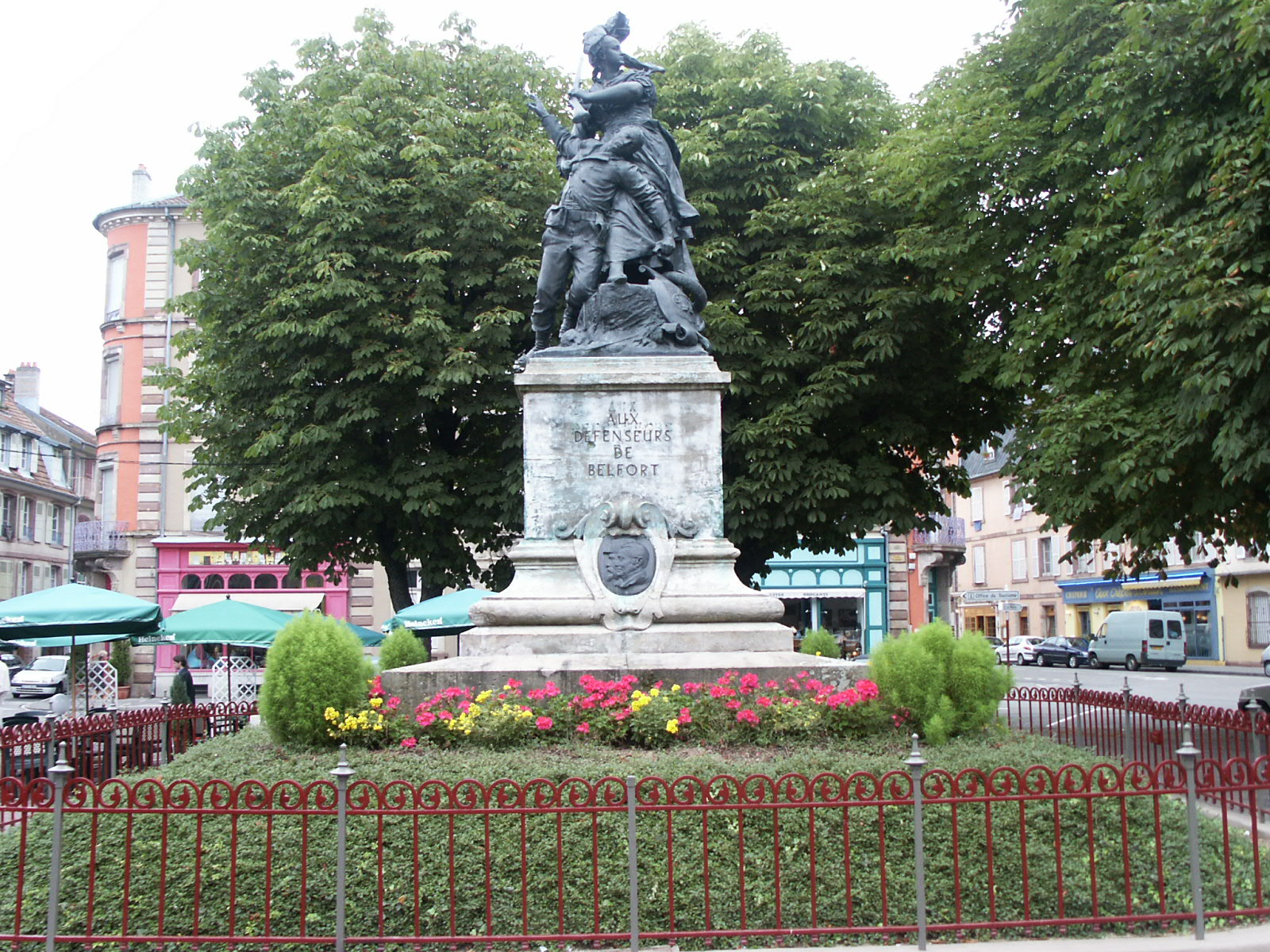
Place d'Armes
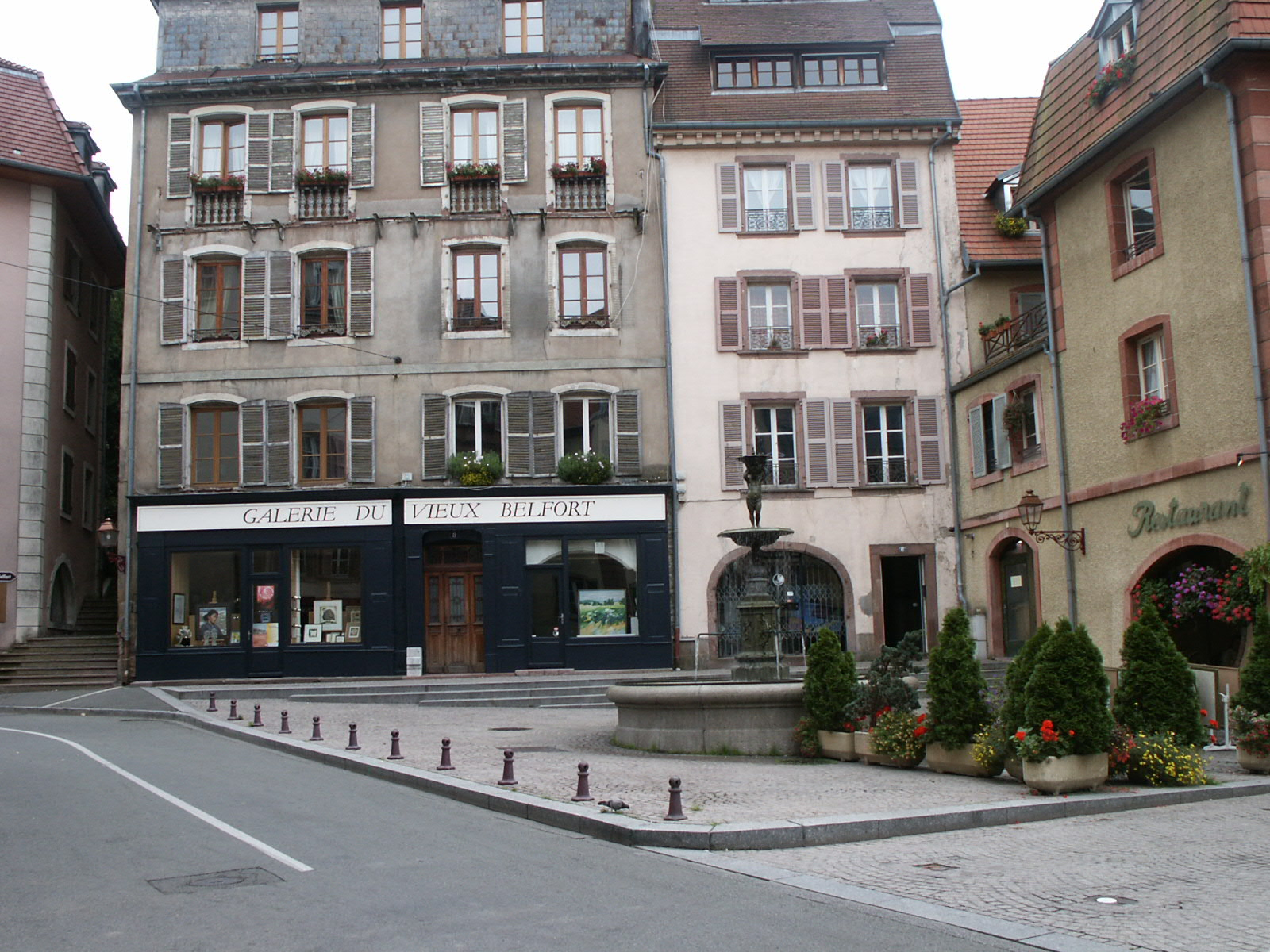
Place de la Grande Fontaine
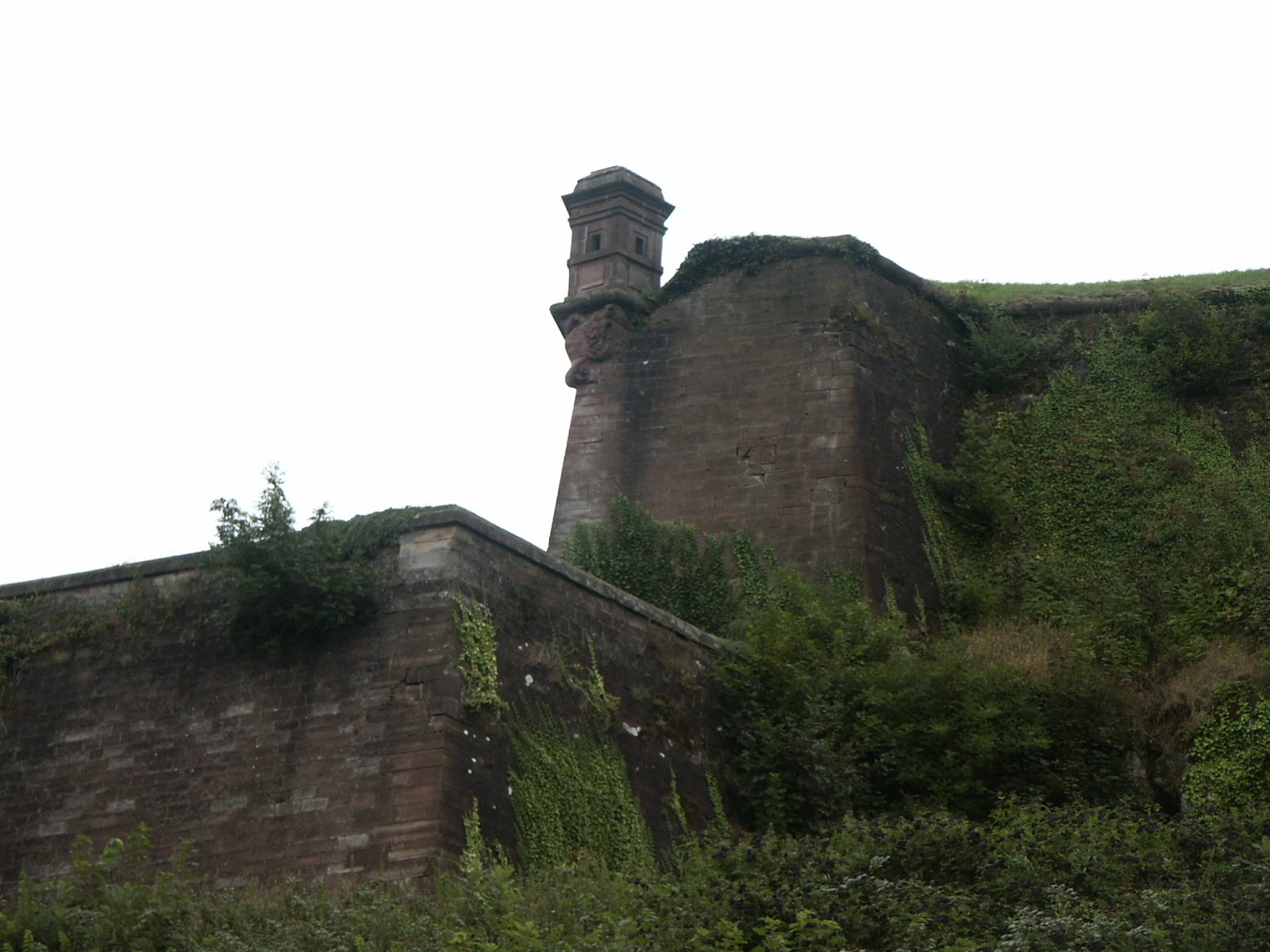
Fortificazione
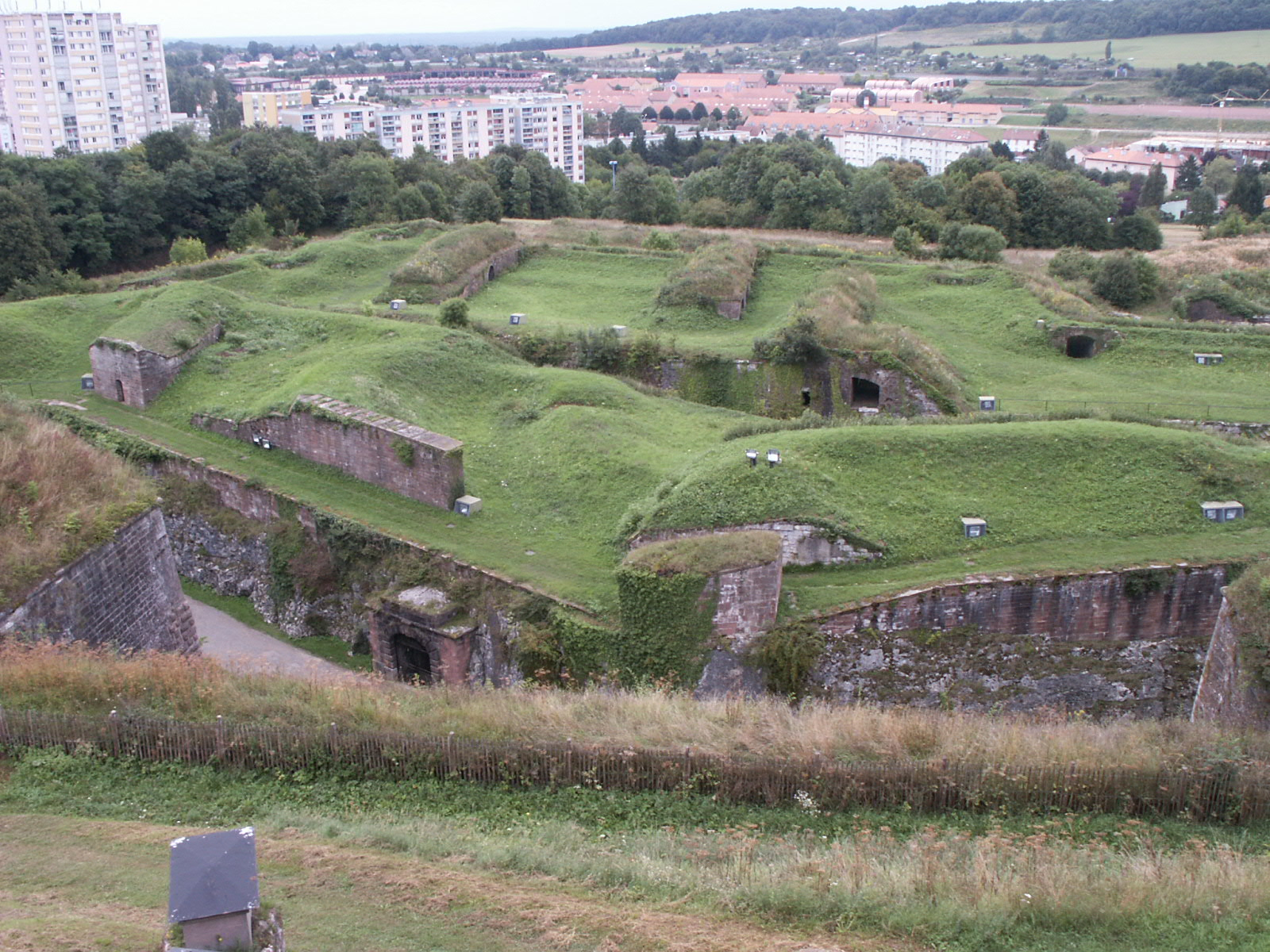
Fortificazione est
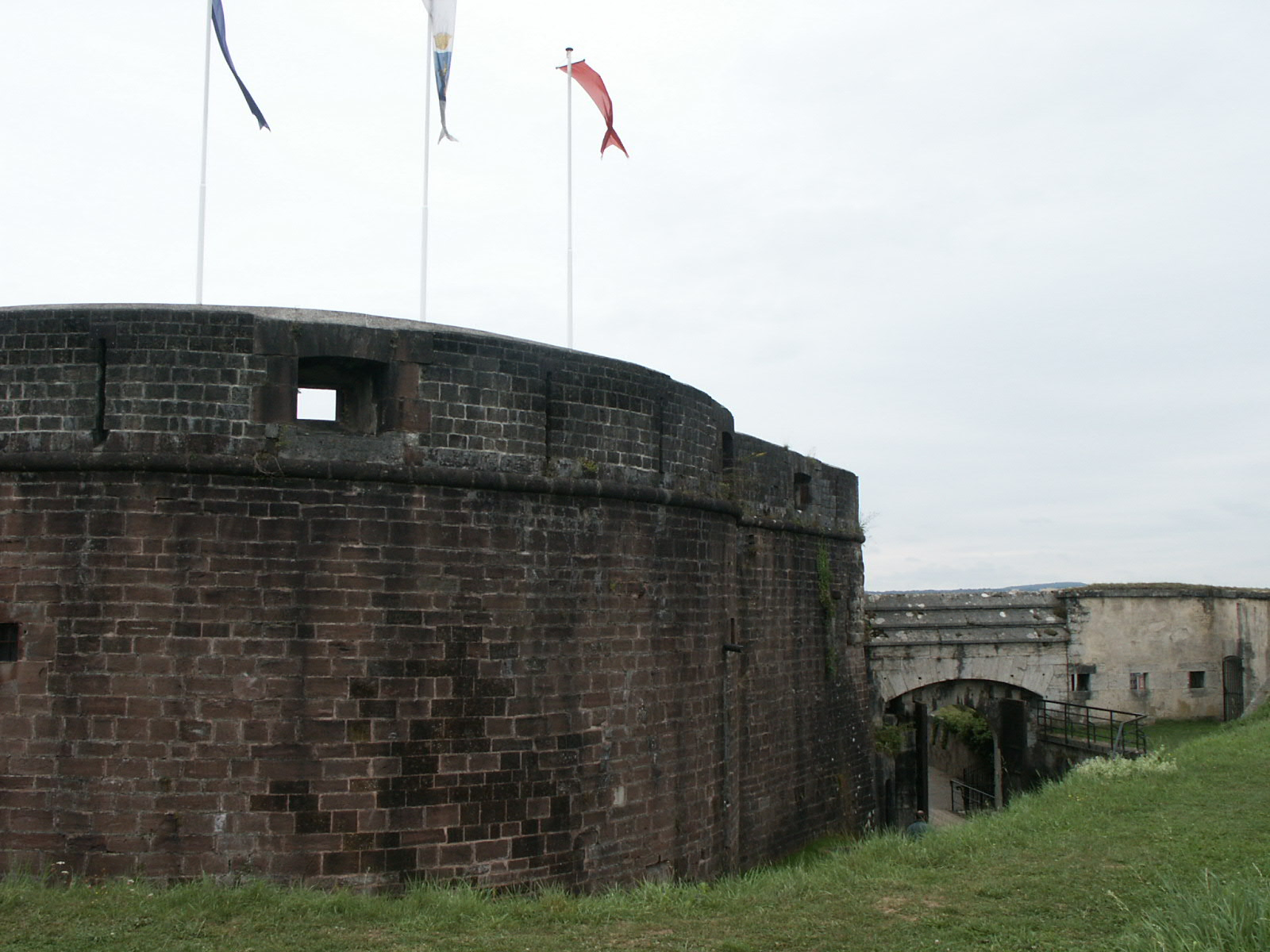
Tour des Bourgeois
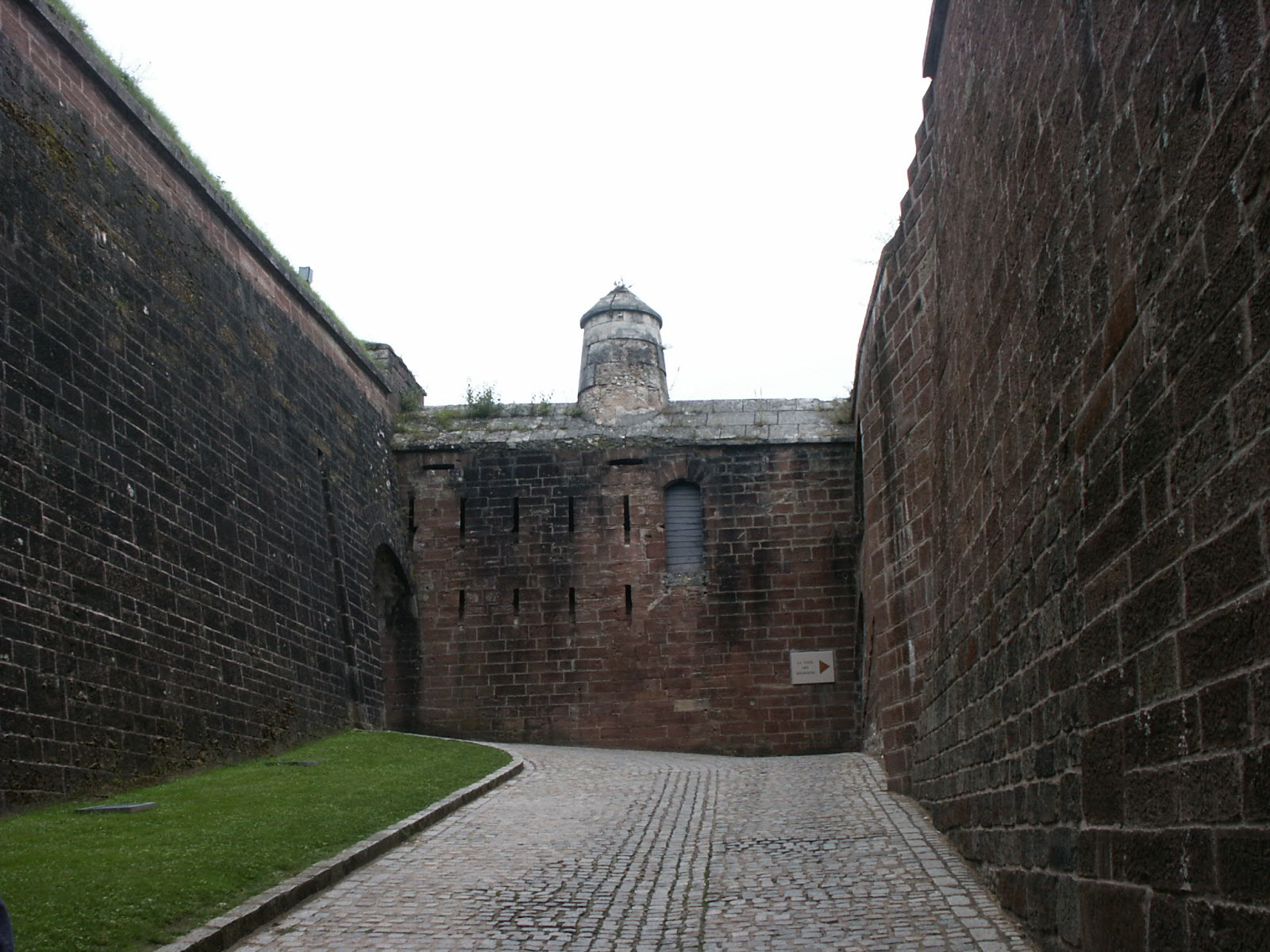
Accesso al castello
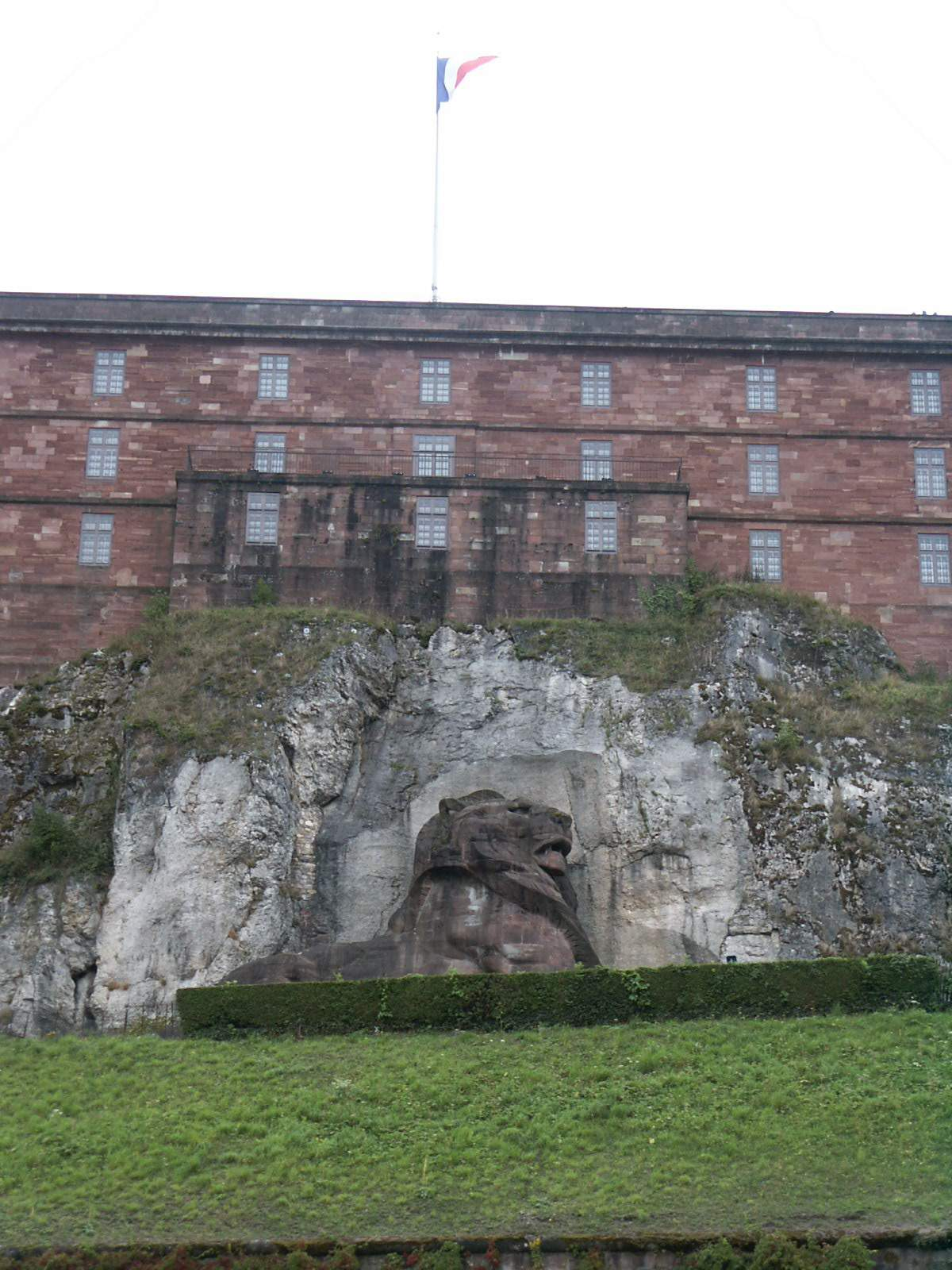
Il castello sovrastante il Leone di Bartholdi